# McDonnell Douglas DC-10
DC-10 fra McDonnell Douglas er et mellemstort langdistance fly.

## Udvikling
Douglas DC-10 blev bygget som et svar på Lockheed Martins L1011 Tristar. Produktionen blev påbegyndt i 1968 med ordrer fra American Airlines og United Airlines. I 1970 fløj den for første gang for American Airlines. Det blev oprindeligt designet som et 2 motoret fly, men da American Airlines ville have at det skulle kunne lette fra korte landingsbaner, blev en tredje motor monteret i halen.

## Varianter
Den første variation af DC-10 var DC-10-10. Denne var bygget til det amerikanske marked, hvor den egnede sig til flyvninger på tværs af USA. I 1971 var McDonnell Douglas dog allerede i gang med DC-10-30. Denne version havde et ekstra landingstel, kraftigere motorer og flere brændstoftanke. Den havde en typisk rækkevidde på 10.000 km.
DC-10-30 er den mest populære DC-10, og den blev også brugt som basismodel for KC-10 tankflyet, og for fragtversionen. Den sidste DC-10 blev bygget i 1989 på hvilket tidspunkt Boeing havde overtaget McDonnell Douglas. I 1998 ombyggede Boeing nogle af FedEx`s DC-10'er til MD-10. Denne ombygning omfattede fjernelse af det ene af de 3 besætningsmedlemmer, og et nyt cockpit, magen til det på McDonnell Douglas MD-11.

## Brugere
I dag, 2007, er der ikke mange DC-10 i vesten, dog bruger fragtselskaber en del.
De største brugere er Federal Express (FedEx) med 79 DC-10, USAF med 59 KC-10, Omni Air International med 13, og Gemini Air Cargo med 7 stk.
Scandinavian Airlines har tidligere anvendt DC-10-30 på langdistanceflyvninger.

## Uheld
DC-10 har haft 18 uheld, og er kendt for at have en del fejl med motorerne.[kilde mangler]
Det alvorligste uheld med flyet målt på antal omkomne var flykatastrofen, der indtrådte den 3. marts 1974, da en fyldt DC-10, Turkish Airlines Flight 981, kort efter start i Paris-Orly Lufthavn styrtede ned, da den bagerste fragtlem ikke blev låst, og undertryk i 9000 meter højde gjorde, at den sprang op og trak den bagerste stolerække ud af flyet. Ingen hydraulik virkede og flyet tabte herefter højde og ramte jorden med 800 km/h. Alle 346 ombordværende omkom.
Der blev af McDonnell Douglas udbetalt 80 millioner i erstatning, og fejlen på fragtlemmen blev løst på en fornuftig måde. Men ulykken trak et slør af negativ publicity omkring McDonnell Douglas.
Uheldet kunne være undgået, hvis man hurtigt havde reageret på et tidligere uheld, den 12. juni 1972, hvor det lykkedes at nødlande i Detroit, med den 5. første DC-10. Den bageste fragtlem blev ikke låst, og undertryk i 9000 meter højde gjorde, at den sprang op og trak den bagerste stolerække ud af flyet. Der var ingen passagerer på stolerækken. Alle passagerer overlevede.

## Eksterne links
- Wikimedia Commons har flere filer relateret til McDonnell Douglas DC-10